# Tayra
Tayra (Eira barbara) är ett rovdjur i familjen mårddjur och enda arten i släktet eira som förekommer i Central- och Sydamerika. Djuret är nära släkt med arterna i djurgruppen mårdar som lever i Europa.

## Utseende
I kroppens uppbyggnad liknar tayran en vessla men blir tydligt större. Kroppen är långsträckt och smal och extremiteterna är korta. Den korta och täta pälsen är mörkbrun och vid ansiktet oftast lite ljusare. Vid halsens framsida finns ofta en gul eller vitaktig fläck. Dessutom förekommer den ljusa varianten med gråaktig kropp och mörkare huvud. Svansen är lång och yvig. Vuxna djur når en kroppslängd av 56 till 68 cm, en svanslängd mellan 38 och 47 cm samt en vikt mellan 4 och 5 kg.

## Utbredning och habitat
Tayran lever i mellersta och södra Amerika. Utbredningsområdet sträcker sig från södra Mexiko till Paraguay och norra Argentina. Habitatet utgörs av tropisk regnskog.

## Levnadssätt
Dessa djur är huvudsakligen aktiva på dagen och vistas både på marken och i träd. De har särskilt bra förmåga att klättra och kan även hoppa längre distanser. Dessutom är de goda simmare. På natten vilar de i håligheter i träd eller i bon som byggts av andra djur. Ibland gömmer sig tayran i högt gräs.
Angående djurets sociala beteende finns olika uppgifter. Det finns individer som lever ensamma men även djur som lever i par eller i familjegrupper.
Tayran är en allätare, men till större del äter de mindre däggdjur. Bland annat jagar den gnagare, hardjur och mindre spetshjortar. Dessutom äter de fåglar, ryggradslösa djur och frukt.
Efter dräktigheten som varar i 63 till 70 dagar föder honan oftast två ungdjur. Dessa är i början blinda och öppnar ögonen efter cirka två månader. Efter ungefär tre månader sluter honan att ge di. Individer i fångenskap har blivit upp till 18 år gamla.

## Tayra och människa
I vissa regioner blev djuret domesticerat av indianerna för att minska gnagarnas bestånd i boplatsernas omgivning. Vita invandrare betraktade ofta arten som ett skadedjur på grund av att den dödar tamhöns.
I de flesta regioner av Sydamerika har inget annat rovdjur lika många individer per kvadratkilometer. Det beror troligtvis på att tayran inte är rädd för människor. Trots allt listas den mexikanska underarten E. b. senex som sårbar.